# Butterfield (Missouri)
Butterfield è un villaggio degli Stati Uniti d'America, situato nello Stato del Missouri, nella contea di Barry.